# شپونهولتس
شپونهولتس (به آلمانی: Sponholz) یک شهر در آلمان است که در مکلنبورگیشه زنپلاته واقع شده‌است. شپونهولتس ۸۳۶ نفر جمعیت دارد.